# Rivolta d'Adda
Rivolta d'Adda (Riòltå in dialetto rivoltano) è un comune italiano di 8 323 abitanti della provincia di Cremona in Lombardia.
Già chiamato semplicemente Rivolta fino al 1863, fa parte della Gera d'Adda.

## Geografia fisica

### Territorio
Questo comune è in una condizione molto particolare, vale a dire che è più vicino alla maggior parte dei capoluoghi di provincia lombardi rispetto al capoluogo della provincia di cui fa parte, cioè Cremona.
Proprio per questo motivo, è comunemente inclusa nel territorio milanese o bergamasco da molte persone, anche dagli abitanti dei comuni limitrofi.

#### Sismologia
Dal punto di vista sismico presenta un rischio molto basso e distribuito in modo uniforme sul territorio. Il comune è stato infatti classificato come zona 4 (bassa sismicità) dalla protezione civile nazionale.

#### Altimetria
Il territorio comunale risulta compreso tra 87 e 110 metri sul livello del mare, il punto più alto della provincia di Cremona; il municipio del comune sorge a 101 m s.l.m.

## Origini del nome
Il toponimo Rivolta d'Adda ha la sua origine dalla composizione delle parole Riva e Alta (Ripa – alta) alle quali venne aggiunto, nel 1863 dai nuovi governanti italiani, il nome del fiume Adda che scorre a ovest del centro abitato. Nei documenti del Medioevo il borgo è indicato con il termine Ripalta Sicca perché potesse essere distinto da quei luoghi che, nella zona, avevano una simile denominazione.

## Storia

### Il Medioevo

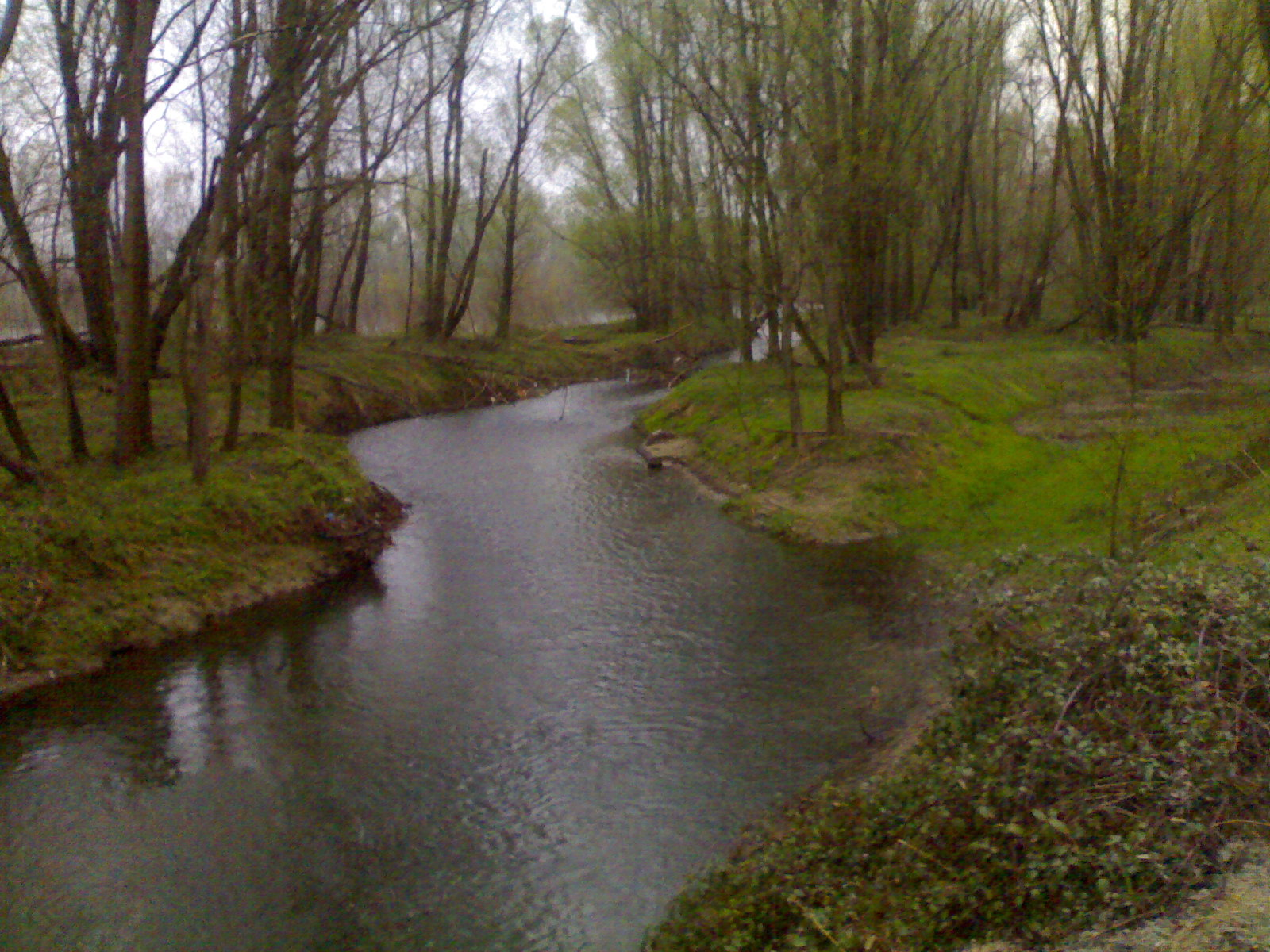
I boschi dell'Adda e la roggia

#### Le origini
Il primo documento scritto nel quale compare il nome di Rivolta è datato 21 settembre 1090. Si tratta di una donazione fatta da Benedetto, Giovanni e Pietro, zio e nipoti, di Montanaso di un lotto di terra della grandezza di quattro pertiche, che si trova nella località denominata Valle di Manfredo, a favore della chiesa dei Santi Ambrogio e Benedetto, edificata «nel luogo e nel fondo di Rivolta».
Nello stesso periodo i rivoltani costruivano la basilica di Santa Maria e San Sigismondo, donata con tutti i suoi beni a papa Urbano II che qui passò negli anni 1095-1096 durante un suo viaggio in Francia. Nel 1606 vi fu fondato un convento di frati cappuccini e nel 1607 vi predicò la Quaresima il padre cappuccino Mattia Bellintani da Salò (1534-1611). Già parte per secoli della provincia di Milano, Rivolta fu spostata per breve tempo in provincia di Bergamo da Napoleone, per poi passare in provincia di Lodi sotto gli Asburgo, e finire definitivamente in provincia di Cremona dopo l'unità d'Italia.
Proprio per tutti questi cambiamenti di provincia, la cadenza dei cittadini è mista tra il milanese e il bergamasco, mentre il dialetto rivoltano è di origine milanese con qualche termine di natura bergamasca e lodigiana.

### Simboli
Lo stemma è stato riconosciuto con decreto del capo del governo dell'8 marzo 1928.
Il gonfalone, concesso con DPR n. 4757 del 7 agosto 1990, è un drappo di giallo fiancheggiato di rosso.

## Monumenti e luoghi d'interesse

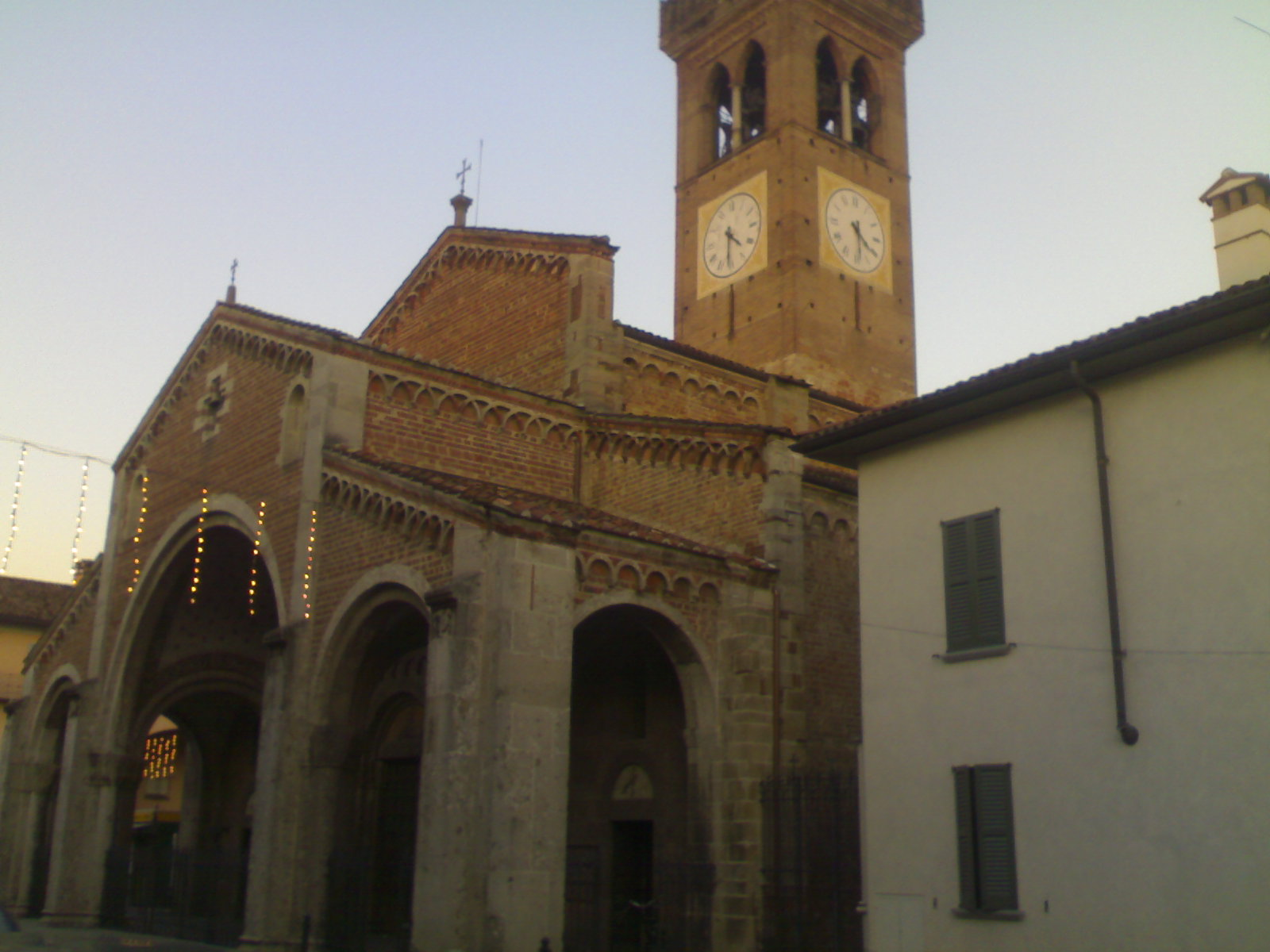
La basilica di San Sigismondo

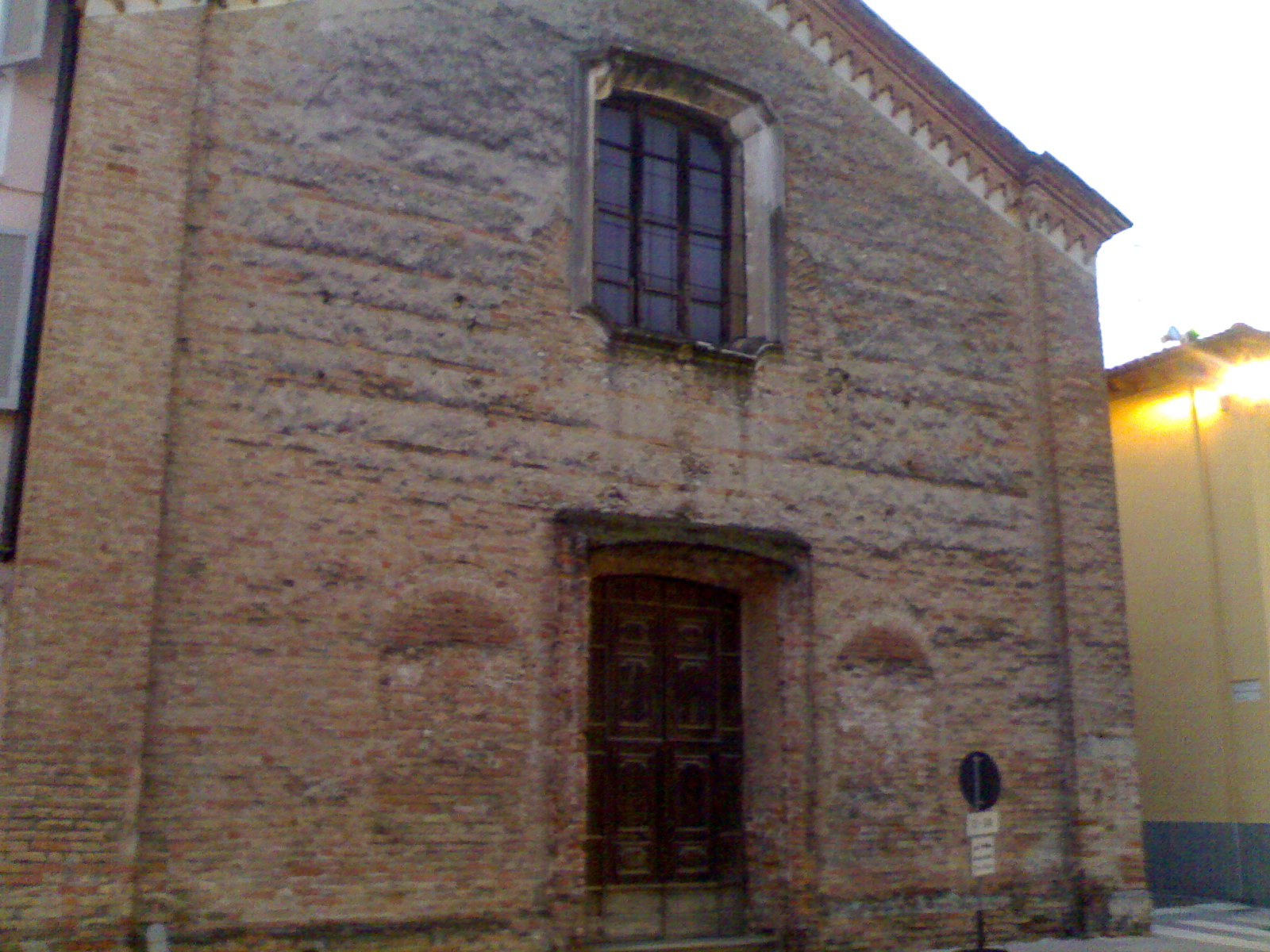
La chiesa di Santa Maria Immacolata

### Architetture religiose
- basilica di Santa Maria Assunta e San Sigismondo, dell'XI secolo con restauri d'inizio secolo XX comprendenti dipinti di Ernesto Rusca[9];
- chiesa delle Suore Adoratrici[10];
- chiesa di Santa Maria Immacolata, del XV secolo;
- chiesa di Sant'Alberto, del XVIII secolo;
- chiesa di Cristo Re presso la Casa Famiglia p. Francesco Spinelli, detta anche Ricovero di Cappuccini[11];
- chiesa della Vergine Maria al Cornianello[12];
- oratorio del Paladino.

### Architetture civili

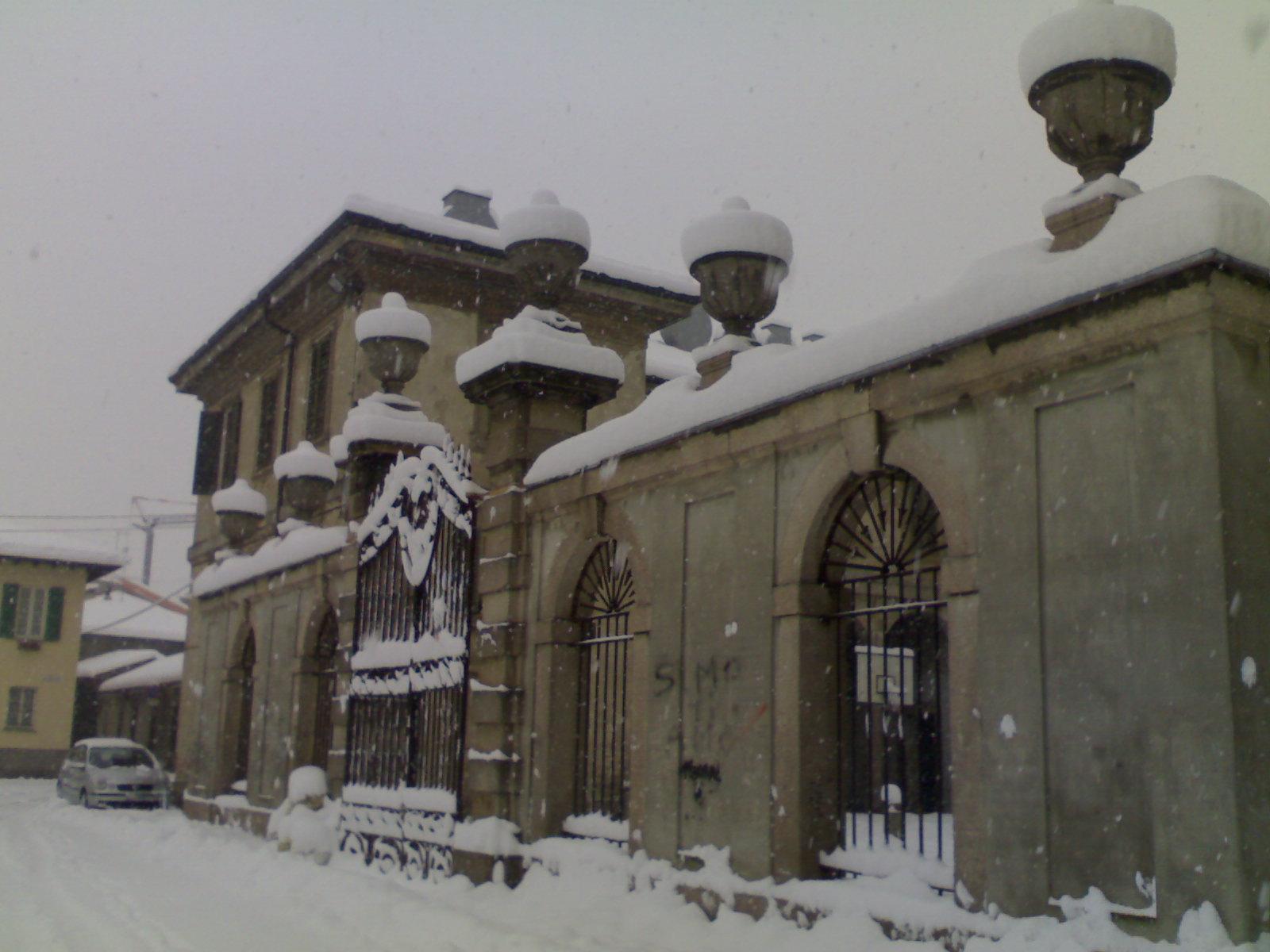
Il palazzo Celesia, oggi oratorio

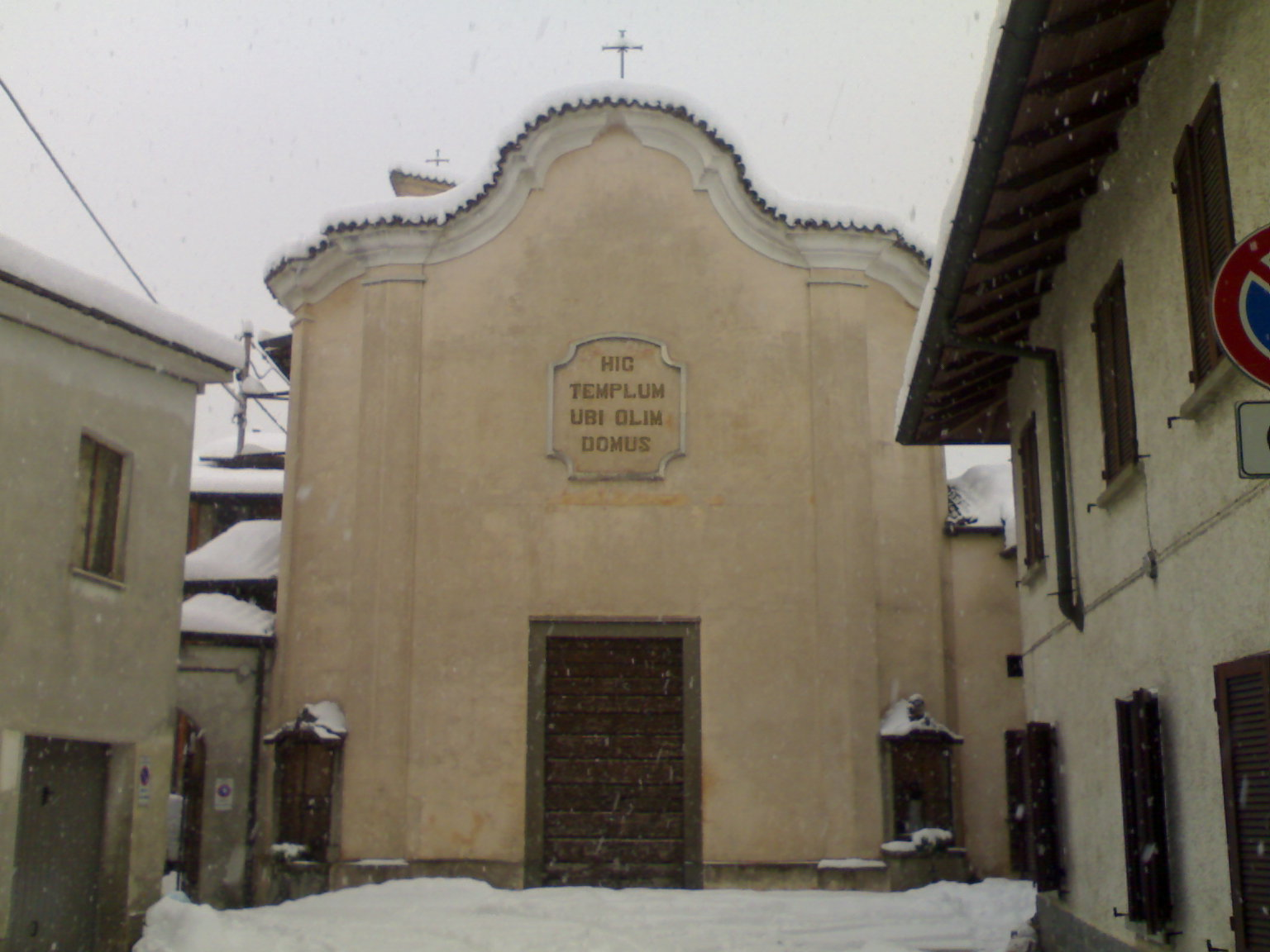
La chiesa di san Alberto

- Museo dei fossili, nel parco della preistoria;
- Pace di Rivolta d'Adda;
- Palazzo Celesia, del XVI secolo;
- Ponte vecchio.

### Aree naturali
- Parco dell'Adda Sud;
- Parco della Preistoria, parco naturale a tema situato nella periferia del comune omonimo, all'interno del parco Adda.

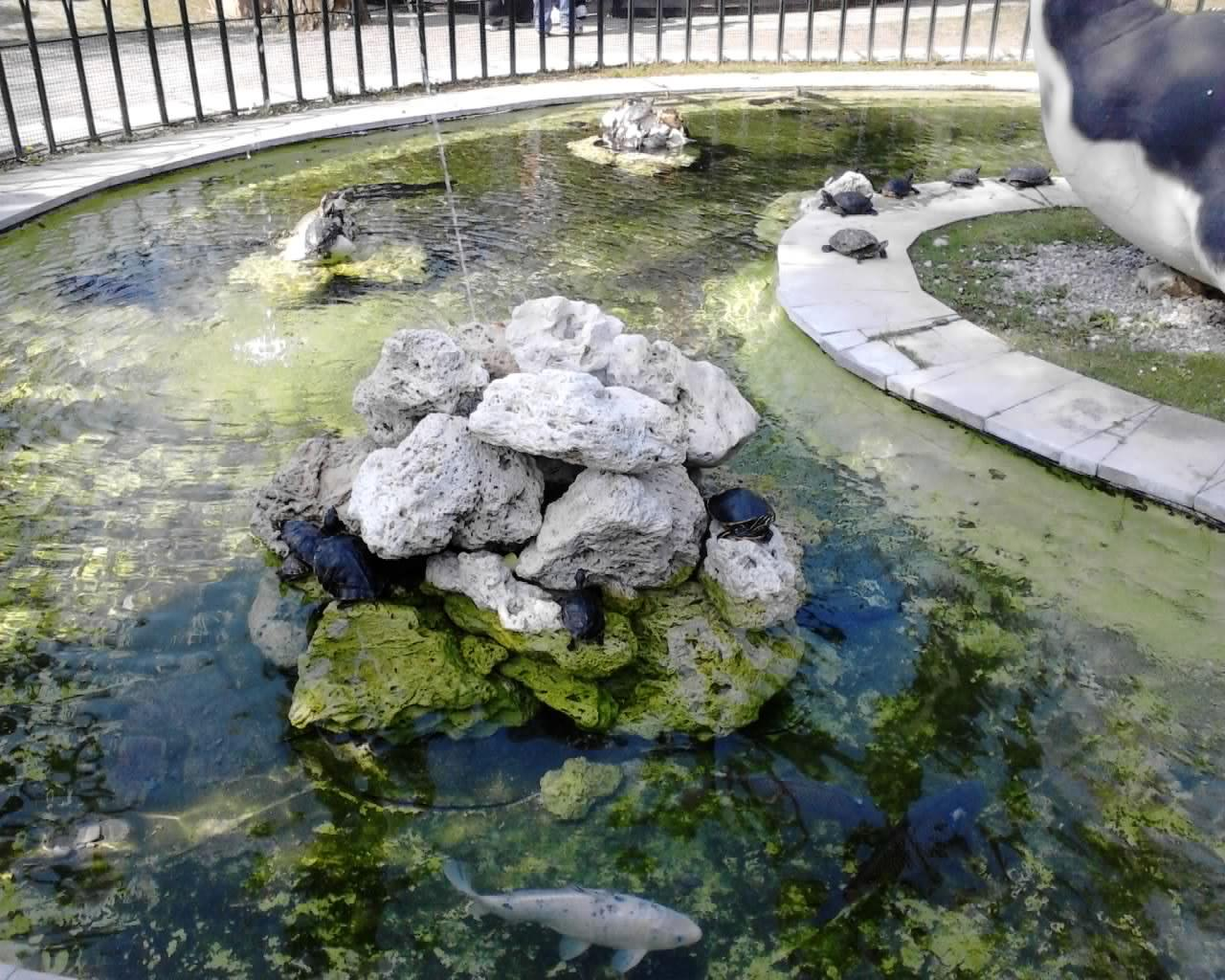
Fontana all'entrata del Parco della Preistoria

## Società

### Evoluzione demografica
- 2033 nel 1751[senza fonte]
- 2597 nel 1805[senza fonte]
- 3865 nel 1853[senza fonte]

Abitanti censiti

Nel censimento del 2001 ha fatto registrare una popolazione pari a 7 007 abitanti, mostrando quindi nel decennio 1991 - 2001 una variazione percentuale di abitanti pari al -0,69%. A 1º gennaio 2020 la popolazione residente è di 7 978 persone, di cui 3 918 maschi e 4 060 femmine.

### Etnie e minoranze straniere
Al 31 dicembre 2020 i cittadini stranieri sono 895. Le comunità nazionali numericamente significative sono:
1. Romania, 240
2. India, 138
3. Albania, 110
4. Egitto, 77
5. Marocco, 60
6. Perù, 42
7. Turchia, 36
8. Ucraina, 20
9. Bulgaria, 20

## Cultura

### Eventi
- "Fiera agricola di Sant'Apollonia", una fiera regionale di merci e bestiame che si svolge il secondo lunedì di febbraio, con mostre di bovini e vacche da latte, premiazione dei capi migliori ed esposizione di mezzi ed attrezzature agricole;
- Rassegna "Estate in Rivolta", una serie di manifestazioni e iniziative che si svolge dalla metà di giugno alla fine di luglio.
- "Festa di San Alberto", la festa patronale cittadina che si tiene la prima domenica di luglio;
- "Settembre Rivoltano Ansèma a Riòlta",  rassegna di manifestazioni culturali, teatrali, canore, folcloristiche e sportive, organizzate dalle associazioni in collaborazione con l'Amministrazione Comunale. Scadenza importante era il Palio delle Contrade: la Proloco e le quattro contrade davano vita, in un sabato di settembre, ad una sfilata storica in costumi medioevali e alla corsa degli asinelli;
- Giornata del Ringraziamento - terzo o quarto weekend di novembre; organizzata da un gruppo di giovani agricoltori in collaborazione dell’Amministrazione Comunale, ogni anno richiama centinaia di agricoltori per una sfilata di mezzi agricoli e due giornate dedicate al mondo agricolo.
- Natale a Rivolta d’Adda - tutto il mese di dicembre fino al 6 di gennaio; spettacoli ed eventi dedicati alla magia del Natale.

## Economia
Tra le attività più sviluppate del primario abbiamo la coltivazione e l'allevamento, anche se sono presenti insediamenti produttivi legati ai settori metallurgico, agro-alimentare, calzaturiero ed avicolo. Notevoli sono anche le attività artigianali.
Risultano occupati complessivamente 1 727 individui, pari al 21,28% del numero complessivo di abitanti del comune.

## Infrastrutture e trasporti

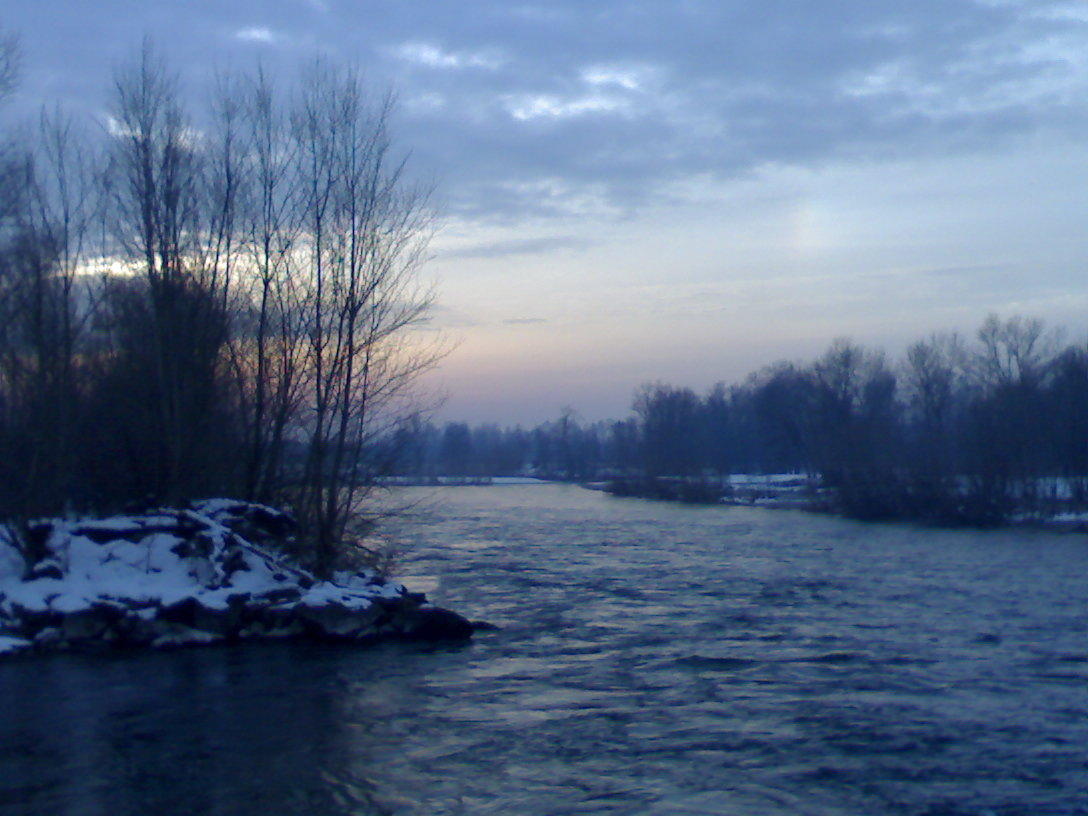
I boschi sull'Adda

### Strade
Le arterie di maggiore importanza sono le strade Rivoltana, 90 Rivolta-Pandino e 1 Rivolta-Boffalora d'Adda. Quest'ultima lambisce il centro storico del paese.

### Mobilità urbana
Il paese, non attraversato da ferrovie, è collegato mediante linee di autobus con le vicine stazioni di Pioltello, Caravaggio e Treviglio.

## Amministrazione
| Periodo | Periodo   | Primo cittadino    | Partito                         | Carica               | Note   |
| ------- | --------- | ------------------ | ------------------------------- | -------------------- | ------ |
| 1988    | 1993      | Angelo Pasqualini  | Partito Socialista Italiano     | sindaco              |        |
| 1993    | 1997      | Lamberto Grillotti | indipendente                    | sindaco              |        |
| 1997    | 2001      | Lamberto Grillotti | lista civica di centro-destra   | sindaco              |        |
| 2001    | 2006      | Marta Mondonico    | lista civica di centro-sinistra | sindaco              |        |
| 1996    | 2010      | Lamberto Grillotti | lista civica di centro-destra   | sindaco              | [ 17 ] |
| 2010    | 2011      | Ivan Losio         | lista civica di centro-destra   | vicesindaco reggente |        |
| 2011    | 2016      | Fabio Calvi        | lista civica di centro-sinistra | sindaco              |        |
| 2016    | 2021      | Fabio Calvi        | lista civica di centro-sinistra | sindaco              |        |
| 2021    | in carica | Giovanni Sgroi     | lista civica                    | sindaco              |        |

## Sport
Lo sport più praticato è il calcio: la società calcistica cittadina, l'A.S.D. Rivoltana Calcio (fondata nel 1928) milita nel campionato di Prima Categoria.